# Desaparición de Caroline del Valle
Caroline del Valle Movilla es una joven española que desapareció con catorce años en Sabadell, Barcelona, en la madrugada del 15 de marzo de 2015 tras escapar de una redada policial mientras disfrutaba de una noche de fiesta con sus amigos. 
Desde entonces su madre, Isabel Movilla, ha enfrentado obstáculos en su búsqueda y ha expresado preocupaciones sobre la investigación de su desaparición.

## Desaparición
El viernes 13 de marzo de 2015 Caroline, de catorce años, pasó la noche en casa de su amiga Silvia. Al día siguiente, 14 de marzo, Caroline y Silvia decidieron asistir a una discoteca para menores en la Villa Olímpica de Barcelona, conocida como In Time. Después de pasar la tarde en este lugar y cenar en McDonald's, el plan original de Caroline era pasar la noche en casa de Silvia, como había acordado con su madre por teléfono sobre las 21:30 de la noche. Sin embargo, Caroline y Silvia optaron por unirse a su grupo de amigos (algunos de ellos provenían de centros de menores y se encontraban en búsqueda y captura por las autoridades) para participar en un botellón en la Zona Hermética de Sabadell, cerca de la discoteca Bora Bora.
En el transcurso de la noche, sobre las 05:00 de la madrugada del 15 de marzo, se produjo una redada policial, lo que generó caos entre los jóvenes presentes que empezaron a correr. Según testimonios, Caroline se separó del grupo y, en un intento por evitar ser detenida por las autoridades, desapareció en la confusión.
Después de la presunta redada policial que interrumpió el botellón en Sabadell, los amigos de Caroline se reencontraron en la estación de Sans de Barcelona, pero Caroline no apareció. Según los relatos, el grupo se dispersó y algunos se dirigieron a la estación de tren de Sabadell Sur, momento en que Caroline realizó su última llamada telefónica al teléfono de su amiga Nissrine a las 05:55 de la madrugada, sin obtener respuesta alguna. 
Ese mismo día Isabel, al ver que su hija no llegaba a casa, se puso en contacto con las amigas de Caroline por si sabían algo de su hija. El lunes 16 de marzo sobre las 02:00 de la madrugada, recibió un mensaje alarmante de una amiga de Caroline, quien indicaba que la joven se encontraba en una casa abandonada en condiciones precarias. Inmediatamente, Isabel se dirigió a la Ciudad de la Justicia de Barcelona y Hospitalet de Llobregat para denunciar la desaparición de su hija.

## Investigación y teorías
La investigación sobre la desaparición de Caroline ha sido un proceso complicado y lleno de incertidumbre. Desde el momento en que se reportó su desaparición, las autoridades han seguido diversas líneas de investigación y han considerado varias teorías sobre su paradero.
Una de las principales hipótesis manejadas por las autoridades, en particular por los Mozos de escuadra, fue que Caroline pudo haber sido víctima de un accidente o incluso un homicidio. Esta teoría se basó en parte en testimonios de personas que estuvieron presentes en el botellón en Sabadell la noche de su desaparición, así como en informes sobre actividades sospechosas en la zona. Sin embargo, no se encontraron pruebas concluyentes que respaldaran esta teoría.
Otra línea de investigación se centró en la posibilidad de que Caroline hubiera sido objeto de trata de personas. Su madre, Isabel, expresó públicamente sus sospechas al respecto, sugiriendo que Caroline pudo haber sido llevada a Francia y estar siendo explotada en el contexto de la trata de personas. Esta teoría añadió una dimensión más sombría al caso y generó preocupación sobre el bienestar de Caroline en caso de que estuviera viva.
Además, durante la investigación surgieron sospechas sobre ciertos individuos que estuvieron presentes en el botellón la noche de la desaparición de Caroline. Uno de ellos fue Jacine ('Justin'), amigo de Caroline, un joven que estaba siendo buscado por las autoridades, quien fue señalado como sospechoso por algunos testimonios. Según relatos, Justin habría presenciado la desaparición de Caroline y su versión de los eventos ha sido objeto de escrutinio por parte de las autoridades y la opinión pública. Según su testimonio en el programa "Desaparecidos" de RTVE, durante la redada, se escondió para evitar ser capturado en el castillo de Can Feu y perdió de vista a Caroline en medio del caos.
Otra sospechosa relacionada con el caso fue Nissrine, amiga de Caroline, quien también estuvo presente en el botellón y proporcionó información mediante sus redes sociales, en junio de 2022, sobre la presencia de Caroline junto a tres hombres marroquíes y un coche rojo con matrícula francesa, que llegaron al lugar de los hechos sobre las 03:30 de la madrugada y se unieron al grupo de Caroline y sus amigos. Sin embargo, la veracidad de estos testimonios ha sido cuestionada y las autoridades continúan evaluando su relevancia para la investigación.
Hasta 2022, la Unidad Central de Desaparecidos de los Mozos de escuadra estaba a cargo del caso, pero ahora está en manos de Homicidios, que trabaja con la hipótesis de una agresión sexual y una muerte violenta.
La investigación, liderada por el despacho de detectives privados SPY Investigación y su experto en Criminalística, Carlos García Barrett, ha revelado detalles sobre las personas con las que se relacionaba Caroline y la posible geolocalización de su teléfono la noche en que desapareció. La última pista sugiere que Caroline podría haber estado en un vehículo la madrugada de su desaparición en dirección a la AP-7, cerca de la salida de Sabadell; y la empresa QuantiKa14 ha elaborado un informe detallado sobre la geolocalización de su teléfono en ese momento. Esta información ha sido entregada a los Mozos de escuadra.

## Irregularidades
La desaparición de Caroline ha estado rodeada de una serie de mentiras y contradicciones por parte de sus amigos, lo que complicó aún más el proceso de investigación. Uno de los momentos clave fue cuando la amiga de Caroline, Silvia, mintió a la madre de la joven diciéndole que había pasado la noche en su casa. Esta falsedad hizo que la madre de Caroline creyera inicialmente que su hija estaba a salvo, cuando en realidad había desaparecido tras asistir a un botellón en Sabadell.
Además, hubo discrepancias en los testimonios proporcionados por los amigos de Caroline sobre los eventos que ocurrieron durante la noche de su desaparición. Algunos relatos señalaron la presencia de tres hombres marroquíes junto a un vehículo Audi de color rojo con matrícula francesa, mientras que otros mencionaron una supuesta redada policial que habría tenido lugar durante la fiesta. Estas discrepancias generaron confusión y dificultaron la tarea de las autoridades para esclarecer lo sucedido.
Las irregularidades en el manejo del caso por parte de las autoridades también han sido objeto de críticas por parte de la familia de Caroline. Desde el inicio de la investigación, se han señalado deficiencias en la recopilación de pruebas, la coordinación entre los distintos cuerpos policiales y la búsqueda efectiva de la joven desaparecida. Estas irregularidades han alimentado la desconfianza y la frustración de la familia, que sigue luchando por obtener respuestas y justicia para Caroline.